# Pseudosaproecius mirepunctatus
Pseudosaproecius mirepunctatus är en skalbaggsart som beskrevs av D'orbigny 1905. Pseudosaproecius mirepunctatus ingår i släktet Pseudosaproecius och familjen bladhorningar. Inga underarter finns listade i Catalogue of Life.